# Ottenstein (Niedersachsen)
Ottenstein er en kommune i den nordvestlige del af Landkreis Holzminden i den tyske delstat Niedersachsen, med 1.185 indbyggere (2012), og en del af amtet Bodenwerder-Polle.

## Geografi
Ottenstein ligger på Ottensteiner Hochfläche oven for Weserdalen mellem naturparkerne Solling og Weserbergland.

### Inddeling
I kommunen ligger ud over Ottenstein landsbyen Lichtenhagen, og bebyggelserne
Sievershagen og Glesse.